# Gregurovec (Mihovljan)
 Gregurovec  falu Horvátországban Krapina-Zagorje megyében. Közigazgatásilag Mihovljanhoz tartozik.

## Fekvése
Krapinátóltól 9 km-re keletre, községközpontjától 3 km-re északkeletre a Horvát Zagorje területén fekszik.

## Története
1857-ben 444, 1910-ben 729 lakosa volt. Trianonig Varasd vármegye Zlatari járásához tartozott. A településnek 2001-ben 390 lakosa volt.

## Külső hivatkozások
- A község hivatalos oldala